# Дубове (Хмельницький)
Ду́бове (рос. Ду́бово) — мікрорайон у південній частині міста Хмельницького.

## Історія
У першій половині XIX століття влада міста Проскурова ухвалила рішення про побудову на своїх околицях на річці Кудрянці двох ставків та водяних млинів в урочищах Ракове та Дубове. Поруч із млином виник хутір Дубовий.
У 1888 році міська влада надала землю на будівництво військового містечка для 35-го драгунського Бєлгородського полку, а також для будівництва військового шпиталю. Будівництво вела спеціально створена «Войсковая строительно-хозяйская комиссия по опытной постройке в Проскурове казарм». У розпорядженні комісії перебувала не лише техніка та робоча сила, але навіть тимчасовий цегельний завод.
Перші підрозділи Бєлгородського полку почали прибувати у місто у вересні 1889 року. Саме тоді, оскільки військове містечко було ще повністю не добудованим, значна частина полку розквартирувалась у шести приміських селах — Малиничах, Ружичанці, Карпівцях, Копистині, Шумівцях, Перегінці.
Урочисто водив полк до Проскурова полковник барон фон-Корф — відомий військовий, представник знаного аристократичного роду.
У листопаді 1890 року перша черга будівництва комплексу військового містечка завершилася і всі ескадрони полку розміститись у Проскурові.

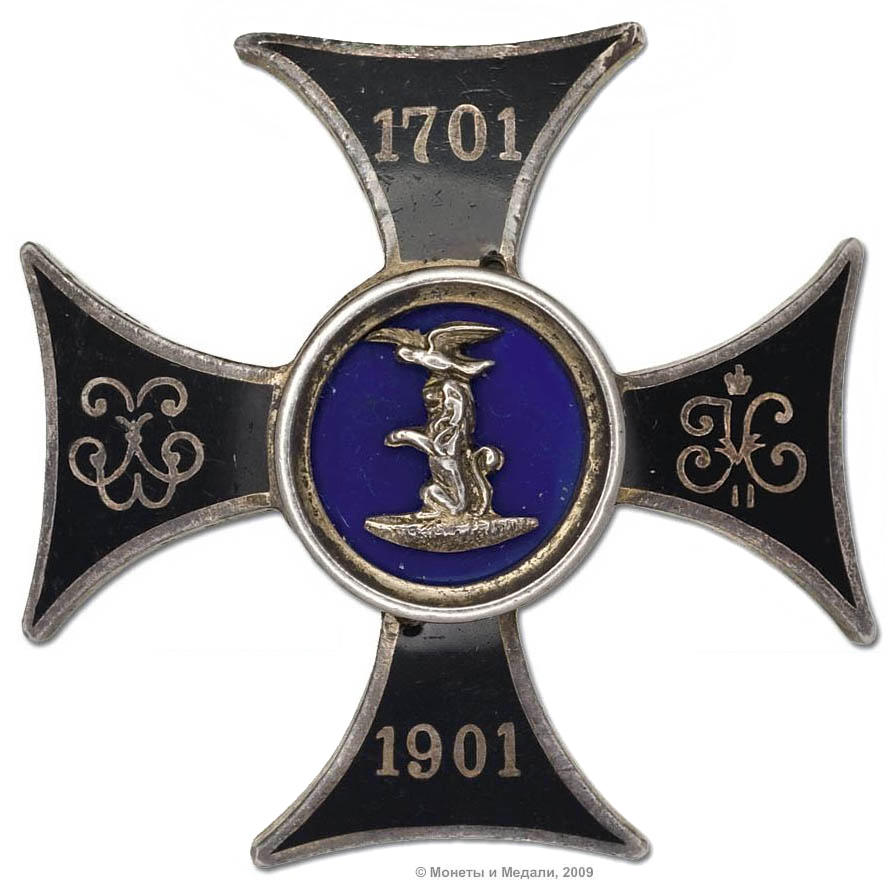
Нагрудний знак Бєлгородського полку

Командували Бєлгородським полком у різний час:
- 1893—1899 роки: М. Папа-Афанасопуло;
- 1899—1901: Є. Гернгросс;
- 1901—1904: Г. Зандер;
- 1904—1908: В. Хитрово;
- 1908—1913: В. Франковський.

Першою вулицею Дубового стала Бєлгородська (тепер Козацька), яка пролягла від військового містечка до залізничного переїзду, який на той час називався Поштовим (зараз це переїзд на вулиці Івана Франка).

### 1900-ті роки
У 1904 році у військовому містечку було збудовано храм на честь Святого Миколи Чудотворця, який виконував функції полкової церкви Бєлгородського полку. На його будівництво було виділено 44 тисячі рублів, храм мав сосновий іконостас у 1,5 яруси із позолотою та багатий внутрішній розпис.

### Роки радянської влади
З перших днів радянської влади храм зачинили, а згодом стали використовувати як спортзал. Богослужіння було відновлено лише у 1991 році. Колишня полкова церква стала соборним храмом Андрія Первозваного. Початково в Київському патріархаті, нині підпорядкована Хмельницькому єпархіальному управлінню православної церкви України.
У 1910 році саме у Дубовому був збудований перший в місті централізований питний водогін, який забезпечував потреби військових Бєлгородського полку у воді. У решті Проскурова водогін з'явився значно пізніше — у 1929 році.
Після встановлення радянської влади протягом 1922—1939 років у казармах Бєлгородського полку частково розміщувались підрозділи 1-ї Запорізької дивізії Червоного козацтва.
Отже, у першій половині 20 сторіччя у Дубовому мешкали переважно військові — спершу кавалеристи царської армії, а з 1920-х років — Червоні козаки. Станом на 1938 рік цивільне населення Дубового становило всього 219 осіб.
Після німецько-радянської війни більшу частину військового містечка кавалеристів віддали під житло.
У 1950—1960-х роках мікрорайон суттєво розрісся — тут розбудували друге військове містечко для військовослужбовців 17-ї гвардійської Єнакієво-Дунайської орденів Червоного Прапора і Суворова мотострілецької дивізії, яка прибула до міста на постійне місце дислокації у 1956—1957 роках.

### Роки Незалежної України
Зараз[коли?] у Дубовому також розташовані військові частини, зокрема, в/ч А1538, А3808 та інші.

## Персоналії
В Бєлгородському полку служило чимало відомих військових:
- Архип Петровський (протягом 1889—1909) — вахмістр, ветеран полку, який став прообразом для фігури унтер-офіцера серії олов'яних солдатиків 1886 року;
- Олександр Казаков (протягом 1908—1914) — льотчик, ас-винищувач Першої світової війни;
- Микола Шинкаренко (протягом 1911—1914) — генерал-майор, відомий у діаспорі письменник та літературознавець (літературний псевдонім — Микола Бєлогорський).

Протягом 1890—1894 років у 46-му Дніпровському піхотному полку, що дислокувався у Проскурові, служив Олександр Купрін — класик російської літератури. Про його перебування в Проскурові згадується у повісті «Поєдинок».
Уривок з Повісті «Поєдинок»: «Приехали за три версты в Дубечную. Так называлась небольшая, десятин в пятнадцать, роща, разбросавшаяся на длинном пологом скате…» (А.Куприн, «Поединок»)
Також у Дубовому служив полковник Олександр Хабаров (1922—2010), останній Герой Радянського Союзу, що жив у Хмельницькому.
На вулиці Козацькій проживає поет Петро Савчук, член Національної спілки письменників України.

## Соціальна та транспортна інфраструктура мікрорайону

### Ринок
У мікрорайоні розташований Хмельницький гуртово-роздрібний овочевий центр «Дубово».

### Навчальні заклади
У Дубовому розташований Хмельницький інститут соціальних технологій Відкритого міжнародного університету розвитку людини «Україна» (вул. Ярослава Мудрого, 2).
До шкіл мікрорайону належать НВК № 2, ЗОШ № 18.
У мікрорайоні діє доросла бібліотека-філія № 9 і дитяча бібліотека-філія № 15 Хмельницької міської ЦБС.

### Медичні заклади
- Хмельницька інфекційна лікарня
- Хмельницька обласна лікарня
- Хмельницький обласний центр служби крові

### Культові споруди
У Дубовому розташовані такі релігійні споруди:
- Храм Андрія Первозваного
- Свято-Георгіївський храм
- Дім молитви
- Храм Адвентистів Сьомого Дня
- Храм П'ятидесятників.

### Пам'ятки архітектури
- Водонапірна вежа, початок XX ст.

### Транспортна система
Головними транспортними артеріями Дубового є вулиці Петлюри, Козацька, Франка, Щедріна та маршала Красовського. Громадський транспорт в мікрорайоні представлений тролейбусами № 4, 4А, 15, 15А, 57 автобусами № 3, 11, 12, 29, 30, 25, 25А, 45, 49.

### Готелі
У мікрорайоні Дубове розташований всього один готель — «Вік Жан».

### Парки та сквери
У мікрорайоні є декілька зелених зон.
- Одна необлаштована зелена зона вздовж річки Кудрянка.
- Сад Григорія Сковороди — розташований біля корпусів хмельницької філії університету «Україна» на перехресті вулиць Ярослава Мудрого та Козацької.

## Перспективи розвитку мікрорайону
Відповідно до Генерального плану міста Хмельницького, розробленого до 2031 року, землі військової частини планується забудувати багатоквартирним житлом, культурно-побутовими і діловими закладами.